# 玄向寺
玄向寺（げんこうじ）は、長野県松本市大村にある浄土宗の寺院。境内に120種、1200株の牡丹のあることで有名。正式名称は女鳥羽山道樹院玄向寺。牡丹の時期には雅楽会が行われ、多くの人が訪れる。また播隆上人ゆかりの寺として知られる。

## 歴史
- 室町時代の永禄4年（1561年）に長譽清光上人により開山。江戸時代になり、松本城主であった水野家6代84年間に渡り、保護された。
- 江戸時代に越中国の播隆上人が当寺の立禅和尚を訪ね、裏山の女鳥羽の滝に打たれ修行したと伝えられる。

## 境内
- 本堂
- 仁王門
- 観音堂 - 平成19年（2007年）に再建。
- 水野家廟所（松本市特別史跡指定） - 平成17年（2005年）に復元大改修工事。
- 開運稲荷社 - 平成19年（2007年）に再建。
- 播隆上人の石像

## 文化財・寺宝
- 水野家廟所（松本市特別史跡指定）
- 玄向寺境内（松本市指定名勝）
- 播隆上人掛軸

## 所在地
- 松本市大村681

## 交通アクセス
- 松本ICより車で約20分
- JR松本駅より美ヶ原温泉行きバス終点下車 徒歩10分